# Radu Niculescu
Radu Niculescu (Sibiu, 2 marzo 1975) è un ex calciatore rumeno, di ruolo attaccante.

## Palmarès

### Club
- Campionato rumeno: 1

Steaua Bucarest: 2000-2001
- Campionato turco: 1

Galatasaray: 2001-2002